# HESA Karrar
« Karrar » redirige ici. Pour l’article homophone, voir Carrare.
Karrar (en persan : کرار) est un drone de combat fabriqué par l'Iran Aircraft Manufacturing Industrial Company (HESA). Il est capable d'embarquer différents types de bombes et missiles. Équipé d'un moteur turbo jet, il peut atteindre la vitesse de 900 km/h. Développé sous la présidence Ahmadinejad, il a été présenté le 22 août 2010.

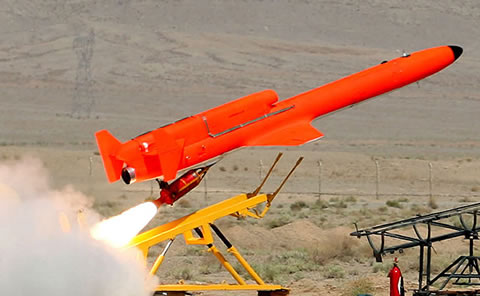
Karrar dans sa version drone cible